# 汉庄镇
汉庄镇，是中华人民共和国云南省保山市隆阳区下辖的一个镇。

## 行政区划
汉庄镇下辖以下地区：
汉庄村、云瑞村、彭海村、沈家村、永铸村、贾官村、青岗村、岩箐村、金竹田村、庄房村、灰窑村和蒿子村。